# Radzyminek
Radzyminek – wieś w Polsce położona w województwie mazowieckim, w powiecie płońskim, w gminie Naruszewo.
Wieś wchodzi w skład sołectwa Radzymin.
W latach 1975–1998 miejscowość należała administracyjnie do województwa ciechanowskiego.
W miejscowości znajduje się kościół parafialny pw. Świętych Apostołów Piotra i Pawła (starokatolicki mariawitów).